# Game Developer (sitio web)
Game Developer (conocido como Gamasutra hasta 2021) es un sitio web fundado en 1997 para desarrolladores de videojuegos. Pertenece a Think Services (anteriormente CMP Media) y es operado por este, una división de United Business Media, y actúa como la publicación hermana en línea de la revista impresa Game Developer. Incluye noticias actualizadas periódicamente de videojuegos y artículos, otros recursos en línea para desarrolladores de juegos, y un tablón de posteo de trabajo para el empleo en la industria de los videojuegos. Gamasutra y su equipo de editores ganaron el Premio Webby en 2006 y 2007; las palabras de sus discursos fueron "Corazón más ciencia es igual a juegos" y "Arte más ciencia, aún juegos", respectivamente,